# Afurcagobius
Az Afurcagobius a csontos halak (Osteichthyes) főosztályának a sugarasúszójú halak (Actinopterygii) osztályába, ezen belül a sügéralakúak (Perciformes) rendjébe, a gébfélék (Gobiidae) családjába és a Gobiinae alcsaládjába tartozó nem.

## Rendszerezés
A nembe az alábbi 2 faj tartozik:
- Afurcagobius suppositus (Sauvage, 1880) - típusfaj
- Afurcagobius tamarensis (Johnston, 1883)